# Масове виробництво
Масове виробництво (англ. Mass production, flow production) — виробництво великих обсягів стандартизованої продукції в постійному потоці, в тому числі й особливо на потокових лініях. Разом з виробництвом на замовлення і серійним виробництвом це один з трьох основних методів виробництва.
При забезпеченні автоматичного переміщення вироблених деталей уздовж лінії лінія називається конвеєром, а виробництво — конвеєрним.
Термін масове виробництво було популяризовано статтею 1926 року в додатку «Енциклопедія Британіка», яка була написана на основі вивчення Ford Motor Company, яка застосовувала конвеєр з 1913 року.
Поняття масового виробництва застосовуються до різних видів продукції: від рідин та сипучих товарів (їжа, паливо, хімікати та видобуті корисні копалини), до деталей та вузлів деталей (побутової техніки та автомобілів).